# Cassino
Cassino város Olaszországban, Lazio régió déli részén Frosinone megyében.
Cassino a Monte Cairo lábánál a Gari illetve Liri folyók szabdalta völgyben terül el. A város nevezetes a Monte Cassino nevezetű sziklás hegyről és a második világháborúban történt Monte Cassino-i csatáról, ami rengeteg szövetséges és német áldozatot követelt a város pedig szinte teljesen megsemmisült a harcokban.
Cassinoban található a Cassinoi Egyetem és a FIAT egyik üzeme.

## Története
Cassino eredetileg a Volscusok ókori települése volt Casinum néven. Casinum a Szamniszok ellenőrzése alatt állt, de végül a rómaiak vették uralmuk alá a területet és alapítottak kolóniát Kr.u. 312-ben. A Pun háborúk idején Hannibal is elvonult Casnium mellett. 
Található volt itt egy villa ebben az időben, ami Marcus Terentius Varro tulajdona volt.
A modern város Casinum helyén keletkezett San Germano néven, amit 1863 július 28-án hivatalosan is „Cassino”-ra kereszteltek.
Cassino területére jellemzőek a hullámzó zöld dombok, szőlőültetvények és a folyók. A völgyben való elhelyezkedése miatt a tél gyakran ködös, hideg és csapadékos. A nyár általában meleg és párás.  
A város helyszínéül szolgált a második világháborúban lefolyt Monte Cassinó-i csatának, melynek során, a régi város szinte teljesen megsemmisült. Újjáépítették, délkeletre a korábbi helyen, viszonylag rövid idő alatt. Emiatt, és annak ellenére, hogy a közelmúltban számos új út és körforgalom épült, a városban egy kissé rendezetlen az úthálózat. A város fejlődik a kereskedelemben is, miután számos bevásárló központot építettek a környékén, ami azonban szintén növeli a forgalmi torlódásokat, különösen a városba vezető utakon.

## Testvérvárosok
- Berlin, Németország, 1969 óta
- Zamość, Lengyelország, 1969 óta
- Falaise, Franciaország, 1974 óta
- Tychy, Lengyelország, 1977 óta
- Užice, Szerbia 1981 óta
- North York, Kanada, 1987 óta
- Karlovy Vary, Csehország, 1991 óta
- Ortona, Olaszország, 1991 óta
- Casino, Ausztrália, 1997 óta
- Cavarzere, Olaszország, 1998 óta
- Senglea, Málta, 2003 óta
- Leno, Olaszország, 2005 óta
- Olinda, Brazília, 2006 óta